# Ескадрені міноносці типу «Бенсон»
Ескадрені міноносці типу «Бенсон» (англ. Benson-class destroyer) — клас військових кораблів з 30 ескадрених міноносців, що випускалися американськими суднобудівельними компаніями з 1938 по 1941 роки. Ескадрені міноносці цього типу входили до складу американських військово-морських сил і активно використовувалися протягом Другої світової війни. У післявоєнний час кораблі цього типу надійшли на озброєння італійських та китайських ВМС.

## Історія створення
Тридцять 1620-тонних есмінців типу «Бенсон» будувалися двома групами. Перші шість були замовлені в 1938 фінансовому році і закладені на Bethlehem Steel у Массачусетсі, і на трьох військово-морських верфях. Решта 24 «реплік Бенсона» замовлялися в 1940—1942 роках і будувалися на чотирьох корабельнях Bethlehem Steel. Їх заклали після введення в експлуатацію першої групи. Вони плюс «репліки Лівермори» (також відомі як «репліки Глівз») також були відомі в той час як есмінці класу «Бристоль». Під час Другої світової війни «Бенсони» зазвичай об'єднувалися з «Ліверморами» (точніше, класом «Глівз») як клас «Бенсон-Лівермор» принаймні до 1960-х років. У деяких посиланнях обидва класи об'єднані та називаються есмінцями типу «Бенсон». Есмінці типу «Бенсон» і «Глівз» були основою довоєнних патрулів Нейтралітету.
Головний корабель есмінців цього типу був названий на честь Вільяма Шепарда Бенсона, випускника Військово-морської академії в 1877 році. Він командував крейсером «Олбані», пре-дредноутами «Міссурі», «Юта» і Philadelphia Navy Yard. Бенсон був призначений першим начальником військово-морських операцій у 1915 році, на посаді перебував до виходу у відставку 25 вересня 1919 року.

## Список ескадрених міноносців типу «Бенсон»
Позначення
| N з/п | Назва корабля   | No.                                                                 | Верф                                                                | Закладений      | Спущений на воду  | Введений до строю | Виведений зі складу ВМС | Статус |
| ----- | --------------- | ------------------------------------------------------------------- | ------------------------------------------------------------------- | --------------- | ----------------- | ----------------- | ----------------------- | --- |
| 1     | «Бенсон»        | DD-421                                                              | Bethlehem Steel, Fore River Shipyard, Квінсі (Массачусетс)          | 16 травня 1938  | 15 листопада 1939 | 25 липня 1940     | 18 березня 1946         | 26 лютого 1954 року переданий ВМС Китайської Республіки |
| 2     | «Майо»          | DD-422                                                              | Bethlehem Steel, Fore River Shipyard, Квінсі (Массачусетс)          | 16 травня 1938  | 26 березня 1940   | 18 вересня 1940   | 18 березня 1946         | 8 травня 1972 року проданий на брухт |
| 3     | «Медісон»       | DD-425                                                              | Boston Navy Yard, Бостон                                            | 19 вересня 1938 | 20 жовтня 1939    | 6 серпня 1940     | 13 березня 1946         | 14 жовтня 1969 року затоплений як корабель-мішень |
| 4     | «Ленсдейл»      | DD-426                                                              | Boston Navy Yard, Бостон                                            | 19 вересня 1938 | 30 жовтня 1939    | 17 вересня 1940   |                         | 20 квітня 1944 року затоплений унаслідок атаки літаків He 111 Люфтваффе |
| 5     | «Гілларі Джонс» | DD-427                                                              | Charleston Naval Shipyard, Норт-Чарлстон, Південна Кароліна         | 16 травня 1939  | 14 грудня 1939    | 6 вересня 1940    | 4 лютого 1947           | 26 лютого 1954 року переданий ВМС Китайської Республіки |
| 6     | «Чарльз Г'юз»   | DD-428                                                              | Puget Sound Naval Shipyard, П'юджет-Саунд, Бремертон                | 3 січня 1939    | 16 травня 1940    | 6 вересня 1940    | 18 березня 1946         | 26 березня 1969 року затоплений як корабель-мішень |
| 7     | «Леффі»         | DD-459                                                              | Bethlehem Shipbuilding Corporation, Union Iron Works, Сан-Франциско | 13 січня 1941   | 30 жовтня 1941    | 31 березня 1942   |                         | 13 листопада 1942 року затонув у наслідок морського бою за Гуадалканал |
| 8     | «Вудворт»       | DD-460                                                              | Bethlehem Shipbuilding Corporation, Union Iron Works, Сан-Франциско | 30 квітня 1941  | 29 листопада 1941 | 30 квітня 1942    | 11 квітня 1946          | 11 червня 1951 року переданий до ВМС Італії |
| 9     | «Фаренголт»     | DD-491                                                              | Bethlehem Staten Island, Стейтен-Айленд, Нью-Йорк                   | 11 грудня 1940  | 19 листопада 1941 | 2 квітня 1942     | 26 квітня 1946          | 22 листопада 1972 року проданий на брухт |
| 10    | «Бейлі»         | DD-492                                                              | Bethlehem Staten Island, Стейтен-Айленд, Нью-Йорк                   | 29 січня 1941   | 19 грудня 1941    | 11 травня 1942    | 2 травня 1948           | 4 листопада 1969 року потоплений як корабель-мішень |
| 11    | «Бенкрофт»      | Bethlehem Steel, Fore River Shipyard, Квінсі (Массачусетс)          | DD-598                                                              | 1 травня 1941   | 31 грудня 1941    | 30 квітня 1942    | 1 лютого 1946           | 16 березня 1973 року проданий на брухт |
| 12    | «Бартон»        | Bethlehem Steel, Fore River Shipyard, Квінсі (Массачусетс)          | DD-599                                                              | 20 травня 1941  | 31 січня 1942     | 29 травня 1942    |                         | 13 листопада 1942 року затоплений японським есмінцем «Амацукадзе» у морському бою за Гуадалканал |
| 13    | «Бойл»          | Bethlehem Steel, Fore River Shipyard, Квінсі (Массачусетс)          | DD-600                                                              | 31 грудня 1941  | 15 червня 1942    | 15 серпня 1942    | 26 березня 1946         | 3 травня 1973 року потоплений як корабель-мішень |
| 14    | «Чамплін»       | Bethlehem Steel, Fore River Shipyard, Квінсі (Массачусетс)          | DD-601                                                              | 31 січня 1942   | 25 липня 1942     | 12 вересня 1942   | 31 січня 1947           | 8 травня 1972 року проданий на брухт |
| 15    | «Мід»           | Bethlehem Staten Island, Стейтен-Айленд, Нью-Йорк                   | DD-602                                                              | 25 березня 1941 | 15 лютого 1942    | 22 червня 1942    | 17 червня 1946          | 18 лютого 1973 року потоплений як корабель-мішень |
| 16    | «Мерфі»         | Bethlehem Staten Island, Стейтен-Айленд, Нью-Йорк                   | DD-603                                                              | 19 травня 1941  | 29 квітня 1942    | 25 липня 1942     | 9 березня 1946          | 21 жовтня 1943 року носова частина корабля відірвана та затонула внаслідок зіткнення з SS Bulkoil за 75 миль (121 км) біля Нью-Йорка. Корабель відновлено та повернуто до експлуатації. 6 жовтня 1972 року порізаний на металобрухт |
| 17    | «Паркер»        | Bethlehem Staten Island, Стейтен-Айленд, Нью-Йорк                   | DD-604                                                              | 9 червня 1941   | 12 травня 1942    | 31 серпня 1942    | 31 січня 1947           | 25 травня 1973 року проданий на брухт |
| 18    | «Колдвелл»      | Bethlehem Shipbuilding Corporation, Union Iron Works, Сан-Франциско | DD-605                                                              | 24 березня 1941 | 15 січня 1942     | 10 червня 1942    | 24 квітня 1946          | 4 листопада 1966 року проданий на брухт |
| 19    | «Коглан»        | Bethlehem Shipbuilding Corporation, Union Iron Works, Сан-Франциско | DD-606                                                              | 28 березня 1941 | 12 лютого 1942    | 10 липня 1942     | 31 березня 1947         | 12 червня 1974 року проданий на брухт |
| 20    | «Фрейзер»       | Bethlehem Shipbuilding Corporation, Union Iron Works, Сан-Франциско | DD-607                                                              | 5 липня 1941    | 17 березня 1942   | 30 липня 1942     | 15 квітня 1946          | 6 жовтня 1972 року проданий на брухт |
| 21    | «Гансвурт»      | Bethlehem Shipbuilding Corporation, Union Iron Works, Сан-Франциско | DD-608                                                              | 16 червня 1941  | 11 квітня 1942    | 25 серпня 1942    | 1 лютого 1946           | 23 березня 1972 року потоплений як корабель-мішень |
| 22    | «Гіллеспі»      | Bethlehem Shipbuilding Corporation, Union Iron Works, Сан-Франциско | DD-609                                                              | 16 червня 1941  | 8 травня 1942     | 18 вересня 1942   | 17 квітня 1946          | 16 липня 1973 року потоплений як корабель-мішень |
| 23    | «Хоббі»         | Bethlehem Shipbuilding Corporation, Union Iron Works, Сан-Франциско | DD-610                                                              | 30 червня 1941  | 4 червня 1942     | 18 листопада 1942 | 1 лютого 1946           | 1 червня 1972 року потоплений як корабель-мішень |
| 24    | «Келк»          | Bethlehem Shipbuilding Corporation, Union Iron Works, Сан-Франциско | DD-611                                                              | 30 червня 1941  | 18 липня 1942     | 17 жовтня 1942    | 3 травня 1946           | 20 березня 1969 року потоплений як корабель-мішень |
| 25    | «Кендрік»       | Bethlehem Shipbuilding San Pedro, Сан-Педро, Каліфорнія             | DD-612                                                              | 1 травня 1941   | 2 квітня 1942     | 12 вересня 1942   | 31 березня 1947         | 2 березня 1968 року потоплений як корабель-мішень |
| 26    | «Лауб»          | Bethlehem Shipbuilding San Pedro, Сан-Педро, Каліфорнія             | DD-613                                                              | 1 травня 1941   | 28 квітня 1942    | 24 жовтня 1942    | 2 лютого 1946           | 14 січня 1975 року проданий на брухт |
| 27    | «Маккензі»      | Bethlehem Shipbuilding San Pedro, Сан-Педро, Каліфорнія             | DD-614                                                              | 29 травня 1941  | 27 червня 1942    | 21 листопада 1942 | 4 лютого 1946           | 1 червня 1974 року потоплений як корабель-мішень |
| 28    | «Макланаган»    | Bethlehem Shipbuilding San Pedro, Сан-Педро, Каліфорнія             | DD-615                                                              | 29 травня 1941  | 2 вересня 1942    | 19 грудня 1942    | 2 лютого 1946           | 1 червня 1974 року проданий на брухт |
| 29    | «Нілдс»         | Bethlehem Steel, Fore River Shipyard, Квінсі (Массачусетс)          | DD-616                                                              | 15 червня 1942  | 1 жовтня 1942     | 15 січня 1943     | 25 березня 1946         | 8 травня 1972 року проданий на брухт |
| 30    | «Ордонакс»      | Bethlehem Steel, Fore River Shipyard, Квінсі (Массачусетс)          | DD-617                                                              | 25 липня 1942   | 9 листопада 1942  | 13 лютого 1943    | 27 березня 1946         | 16 березня 1973 року проданий на брухт |